# 船橋市立二宮中学校
船橋市立二宮中学校（ふなばししりつ にのみやちゅうがっこう）は、千葉県船橋市滝台一丁目にある公立中学校。略称は「二中(にのちゅう)」。

## 概要
- 1947（昭和22年）創立。
- 学級編成：1学年7学級、2学年7学級、3学年7学級、特別支援学級6学級。
- 教育目標：「志高く、知・徳・体の調和のとれた豊かな人間性と生きる力を身につけた生徒の育成」
- 校歌：かつて習志野原には、野生のりんどうの花が咲き誇っていたため、校歌に用いられている。[2]
- 部活動：中学校部活動としては珍しいアーチェリー部が活動している。
- 野田佳彦（第95代内閣総理大臣）の出身中学校であり、講演会が開かれることがある。

## 沿革
- 1947年 - 初代校長に渋谷節郎が就任。千葉郡二宮町立二宮中学校として二宮小学校に併置、創立。
- 1948年 - 二宮町薬園台元東部軍教育隊兵舎2棟を改造して移転をする。
- 1949年 - 県研究学校の指定を受ける。“能力差による生徒指導の研究”。
- 1950年 - 校歌・応援歌 の発表会が行われる。
- 1951年
  - 2代校長に 高橋誉富が就任。県研究学校の公開研究発表会が行われる。
  - 旧兵舎に特別教室と図書室と宿直室等が設置される。
- 1953年 - 二宮町の船橋市合併により船橋市立二宮中学校と改称される。
- 1954年 - 3代校長 に真行寺 清が就任。現在地に校舎が新築される。機構は（普通教室4 図書室 管理関係室）であった。
- 1955年 - 1期工事は落成される。3年のみ移転をする。
- 1956年 - 4代校長 に小林秀雄が就任。校旗が制定される。
- 1957年 - 2期工事が落成（普通教室8）される。1年・3年は滝台校舎に通学。 2年のみ薬園台校舎に残留をする。
- 1958年 - 5代校長 に斉藤 憲が就任。6代校長に 細井庄司が就任。3期工事が落成される（理科室1、社会科室1、準備室1）全生徒の滝台校舎の移転が完了する。
- 1961年 - 7代校長 に越川春樹が就任。前原中学校区が分離する。文部省指定の産業教育研究学校となる。
- 1962年 - 文部省指定の技術・家庭科研究学校となる。公開研究会。県学校環境優良中学として表彰をされる。
- 1963年 - 第2回関東甲信越地区中学校技術・家庭科研究大会の会場となる。
- 1965年 - 市教育功労賞（団体）に受賞する。学研の教育賞を受賞する。
- 1966年 - 体育館が落成する。
- 1972年 - 鉄筋校舎C棟が完成をする。
- 1973年 - 8代校長に 佐藤哲夫が就任。
- 1974年 - 三田中学校区が分離する。
- 1976年 - 県学校体育優良校として表彰される。市教委指定の学習指導公開研究の発表会が行われる。
- 1977年 - 七林中学校区が分離する。学校保健統計大会の文部大臣賞が授与される。
- 1978年 - 9代校長 に石綿保司が就任。鉄筋校舎（現A・B棟落成）が完成。
- 1981年 - 10代校長 に為我井嘉春が就任。体育館照明の改良工事が完成する。校庭用の便所が設置される。
- 1982年 - 飯山満中学校新設に伴い2・3年生の84名が分離する。
- 1983年 - 校庭照明燈の施設及防球ネットの工事が完成する。
- 1984年 - C棟非常階段・焼却炉・バックネットが改修される。
- 1985年 - 体育館備品格納室が改修される。天井ネットが新設される。外壁が塗装される。
- 1986年 - 11代校長 に田崎鐵雄が就任。C棟消火栓の装置が改修される。廊下のアラームが設置される。体育館の舞台天井が修理される。
- 1987年 - 校舎東側のフェンスが改修される。
- 1988年 - 特殊学級の教室が改修される。
- 1989年 - 12代校長 に清水 剛が就任。市研究指定校（全教科 ～3年度）となる。C棟特別教室の改修。洗心池が完成する。
- 1990年 - パソコン教室が設置される。体育館床が改修される。C棟の3・4階が改修される。
- 1991年 - 市教育委員会指定の全教科公開研究会の開催。武道館及びプールの新築と起工がされる。
- 1992年 - 武道館及びプールが落成する。
- 1993年 - 13代校長 に土屋秀宇が就任。体育館のステージが改修される。
- 1994年 - 指導法の研究（T・T数学）で文部省に訪問をする。
- 1995年 - 14代校長に 城村達郎が就任。体育館のトイレが設置される。相談室が設置される。
- 1997年 - 15代校長 に高崎哲郎が就任。創立50周年の記念行事の実施。A棟の外壁が塗装される。
- 1998年 - 16代校長 に末吉昭任が就任。給食室が完成する。
- 1999年 - A棟のトイレが全面改修される。
- 2000年 - A棟の前芝生が改修される。
- 2001年 - 17代校長 に友澤國憲が就任。
- 2002年 - B棟の壁が補修される。
- 2003年 - 18代校長 に後藤宏行が就任。校章が新規作成される。市研究指定（保健体育科～17年）を受ける。
- 2004年 - 二期制が開始される。B棟の外壁が改修される。第2理科室が改修される。
- 2005年 - 市研究指定学校の体育公開研究会が発表される。体育館の壁面が改修される。C棟の非常階段が改修される。
- 2006年 - 19代校長 に五十嵐 博が就任。県学校の体育優良校として表彰される。
- 2007年 - 創立60周年の記念行事の実施。
- 2008年 - 体育館の壁面が改修される。
- 2009年 - 20代校長に 潮田英子が就任。
- 2011年 - 21代校長に 生方巳喜夫が就任。
- 2012年 - 体育館耐震工事、普通教室・特別教室エアコン設置工事、非常階段補修、C棟北門設置が行われる。
- 2013年 - 22代校長に 星野義幸が就任。
- 2015年 - B棟・C棟耐震補強工事が行われる。千葉県学校歯科保健優良校奨励賞を受賞する。
- 2016年 - 23代校長に 竹下美智男が就任。武道館耐震補強工事が行われる。
- 2017年 - 創立70周年。10月20日の前期終業式後、創立70周年記念式典が挙行。現船橋市長松戸徹、元内閣総理大臣野田佳彦などが出席した。
- 2018年 - 千葉県教育委員会より、特色ある道徳教育推進校に指定される。
- 2020年 - 体育館天井改修および武道館外壁改修が行われる。
- 2021年 - A棟・B棟トイレ改修工事が行われる。
- 2023年 - 職員室・ランチルームエアコン工事およびA棟・B棟屋上ソーラーパネル設置工事が行われる。

## 部活動
千葉県の中学校でアーチェリー部が活動しているのは本校のみである。
運動部
- 野球部
- サッカー部
- バレーボール部（男女別）
- バスケットボール部（男女別）
- ソフトボール部（女子のみ）
- ハンドボール部（男女別）
- ソフトテニス部（女子のみ）
- 卓球部（男女別）
- 柔道部
- 剣道部
- 陸上競技部
- アーチェリー部

文化部
- 吹奏楽部
- 合唱部
- 美術部
- パソコン部

特別活動部
- 駅伝部
- 水泳部
- 体操部
- 新体操部

## 交通
- 京成松戸線前原駅より徒歩15分
- 京成松戸線薬園台駅より徒歩15分
- 船橋新京成バス二宮出張所前より徒歩1分 二宮出張所前まで JR総武線津田沼駅より高津団地中央行・北習志野駅行・二宮神社前行・自衛隊前行・習志野車庫行・八千代緑が丘駅行で10分
- ちばレインボーバス二宮支所より徒歩1分 二宮支所まで JR総武線津田沼駅より船尾車庫行・八千代緑が丘駅行・千葉ニュータウン中央駅行・木下駅行で10分

## 著名な出身者
- 野田佳彦 - （民主党代表（第9代）・内閣総理大臣（第95代）・衆議院議員）
- 小暮剛 - （出張料理人・料理研究科）
- 石村舞波 - （元Berryz工房メンバー）
- 仲村京雅 - （プロサッカー選手）
- 関野直樹 - （ピアニスト）
- 寺田恵子 - （SHOW-YA）
- 木澤尚文 - （プロ野球選手)
- 木村季由 - （東海大学体育会ラグビー部監督）
- 村山翠 - （バスケットボール選手）

## 周辺施設
- 船橋市役所二宮出張所 徒歩1分
- ミニストップ船橋滝台店　徒歩1分
- 船橋市立二宮小学校　徒歩3分